# Iglesia de Santa María (Alarcón)
La iglesia de Santa María del Campo es un edificio de la localidad española de Alarcón, en la provincia de Cuenca. Cuenta con el estatus de bien de interés cultural.

## Descripción
Se ubica en el centro de la localidad conquense de Alarcón, dominando todo el caserío, en el número 25 de la calle Doctor Tortosa. Se trata de un templo de grandes dimensiones, edificado en el siglo XVI en fábrica de sillarejo, con sillares en las esquinas, contrafuertes y dinteles de puertas y ventanas, pudiéndoles incluir dentro del estilo renacentista, si bien en el Catálogo Monumental de la Diócesis de Cuenca se habla de estilo plateresco. Es una obra de transición, en la que se observa el paso de las formas del gótico a las ya plenamente renacentistas.

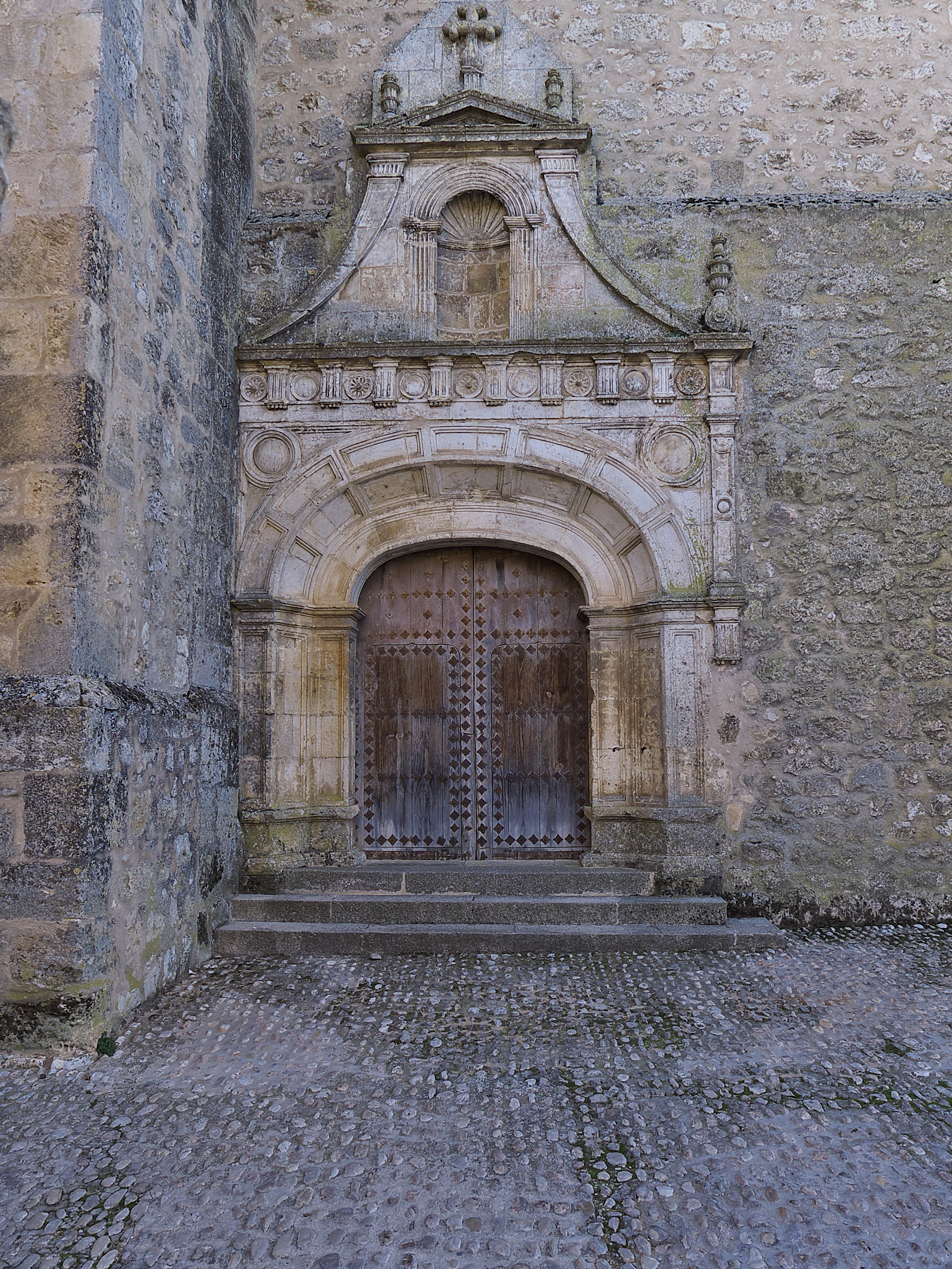
Puerta norte

Es una iglesia columnaria, de planta de salón y tres naves cubiertas con bóveda de crucería, cuyos nervios arrancan directamente de los fustes de las columnas, ya que estas carecen de capitel. En la nave central, los nervios de las bóvedas forman estrellas radiadas, mientras que en las laterales la nervatura y la plementería son más sencillas. Tiene ábside poligonal de cinco lados, flanqueado por columnas que presentan un curioso motivo ornamental, una gran concha –motivo vinculado a la Orden de Santiago– situada en la intersección de la basa y el fuste de la columna. Dicho ábside contiene un importante retablo fechado hacia 1572, en el que se pueden encontrar notables tallas y donde se halla ubicado el altar mayor. A ambos lados del mismo se encuentran una capilla y la sacristía. La capilla es de planta cuadrada, cubierta con cúpula de media naranja sobre pechinas y cerradas con una original cancela. La sacristía presenta también planta cuadrada y yeserías del siglo XVIII en las que se representan escenas bíblicas. En el tramo delantero anterior a la cabecera el espacio central se cubre con bóveda estrellada con medallones en los encuentros de las nervaduras. En sus laterales se abren capillas de poca profundidad, que se cubren con bóvedas de terceletes. A los pies del templo se encuentra situado el coro.
La entrada principal se abre en el lateral sur de la iglesia. Al exterior un gran arco triunfal cobija el pórtico. Este arco de medio punto sobresale de la fachada y llega hasta la altura de la cornisa del edificio, presentando casetones en el intradós y a un lado y otro, doble columnata estriada sobre base de sillería. Al templo se accede por una puerta en vano de medio punto, con dovelas y flanqueada por columnas corintias pareadas entre las cuales existen dos plantas de hornacina con nicho de conchas. En el segundo cuerpo sobre la imposta de separación, ménsulas que soportan una balaustrada rica en decoración. Por encima se pueden apreciar tres hornacinas, las laterales más reducidas, un frontón de roeles y acróteras remata el conjunto.
La puerta norte es abocinada, de arco rebajado dividido en tarjetas cuadrangulares y espejos circulares en las enjutas. Presenta además friso de triglifos, metopas y frontón. En el lateral oeste de la iglesia se abre una pequeña puerta en vano de medio punto con cuatro arquivoltas de nervaduras adosada. El proyecto para la construcción de la iglesia corresponde a Pedro de Alviz y la portada sur a Esteban Jamete.
Fue declarado bien de interés cultural, en la categoría de monumento, el 19 de febrero de 1992, mediante un decreto publicado el 4 de marzo de ese mismo año en el Diario Oficial de Castilla-La Mancha (DOCM).